# Cirillo IX Moghabghab
Cirillo IX, nato Daher Moghabghab (Ain Zhalta, 29 ottobre 1855 – Alessandria d'Egitto, 8 settembre 1947), è stato arcieparca di Zahleh e Furzol e diciassettesimo patriarca della Chiesa melchita.

## Biografia
Daher Moghabghab, nato nel villaggio di Ain Zhalta in Libano, è ordinato prete il 27 marzo 1883. Nominato arcieparca di Zahleh e Furzol il 23 aprile 1899, fu consacrato vescovo dal patriarca Pietro IV Geraigiry il 28 maggio seguente.
Nel 1904 si recò in visita in Brasile alle comunità melchite del Paese.
Alla morte del patriarca Demetrio I Cadi, fu eletto nuovo patriarca l'8 dicembre 1925 e venne confermato dalla Santa Sede il 21 giugno dell'anno seguente.
Cirillo IX è deceduto l'8 settembre 1947 nella residenza patriarcale di Alessandria d'Egitto.

## Genealogia episcopale e successione apostolica
La genealogia episcopale è:
- Vescovo Filoteo di Homs
- Patriarca Eutimio III di Chios
- Patriarca Macario III Zaim
- Vescovo Leonzio di Saidnaia
- Patriarca Atanasio III Dabbas
- Vescovo Néophytos Nasri
- Vescovo Efthymios Fadel Maalouly
- Patriarca Cirillo VII Siage, B.S.
- Patriarca Agapio III Matar, B.S.
- Patriarca Massimo III Mazloum
- Patriarca Clemente I Bahous, B.S.
- Patriarca Gregorio II Youssef-Sayour, B.S.
- Patriarca Pietro IV Geraigiry
- Arcivescovo Cirillo IX Moghabghab

La successione apostolica è:
- Vescovo Dionysios Kfoury (1926)
- Arcivescovo Eftimios Youakim, B.S. (1926)
- Arcivescovo Cyrille Riza (1927)
- Vescovo Gabriele (Nicola) Nabaa, B.S. (1931)
- Arcivescovo Paul Salman (1932)
- Arcivescovo Agapios Salomon Naoum, B.S. (1933)
- Arcivescovo Joseph Malouf, S.M.S.P. (1937)
- Arcivescovo Athanasios Toutoungi (1938)
- Arcivescovo Pierre Kamel Medawar, S.M.S.P. (1943)
- Patriarca Massimo V Hakim (1943)
- Arcivescovo Isidore Fattal (1943)
- Arcivescovo Pierre Chami, S.M.S.P. (1944)
- Vescovo Leontios Kilzi, B.A. (1944)
- Arcivescovo Basile Khoury, B.S. (1947)